# Embedded-Atom-Methode
Die Embedded-Atom-Methode (englisch embedded atom method), kurz: EAM, ist eine Methode, die es gestattet, die totale Energie einer beliebigen Anordnung von Atomen in einem Metall näherungsweise zu berechnen.
Die Energie einer solchen Anordnung ist hierbei gegeben durch eine Summe von rein elektrostatischen Paartermen und einer Einbettungsfunktion, die die lokale Elektronendichte beschreibt.
Genau wie bei der Dichtefunktionaltheorie (DFT) wird in dieser Beschreibung ausgenutzt, dass sich die Energie eines Systems als Funktional der Elektronendichte beschreiben lässt. Die Embedded-Atom-Methode macht hierbei jedoch die Näherung, dass sich die Dichte des Gesamtsystems einfach als Superposition von lokalen Atomdichtefunktionen beschreiben lässt. EAM ist verwandt mit dem Ansatz der Tight-Binding-Theorie.

## Energiefunktion
Die totale Energie lässt sich demnach folgendermaßen schreiben:
{\displaystyle E_{\mathrm {tot} }=\sum _{i}F(\rho _{i})+{\frac {1}{2}}\sum _{i\neq j}\phi (r_{ij})},
wobei {\displaystyle r_{ij}} der Abstand zwischen Atom {\displaystyle i} und {\displaystyle j} ist, {\displaystyle \phi (r)} die Paarpotentialfunktion für die Elektrostatik und {\displaystyle \rho _{i}} die lokale Elektronendichte am Ort von {\displaystyle i} ist mit der Einbettungsfunktion {\displaystyle F}.
Für ein System aus einem einzelnen Element werden drei Funktionen in einer EAM-Beschreibung benötigt. Die Einbettungsfunktion, die Elektronendichtefunktion und das Paarwechselwirkungspotential. Diese Funktionen werden meist durch Fitten an experimentelle und Ab-initio-Daten bestimmt. So kann man zum Beispiel für die Paarwechselwirkung die funktionale Form eines Lennard-Jones-Potential annehmen und dieses an Daten aus DFT-Rechnungen für das entsprechende System fitten.